# Wies
Wies là một town in the district of Deutschlandsberg thuộc bang Steiermark in nước Áo. Đô thị Wies có diện tích 14,94 km², dân số thời điểm cuối năm 2005 là 2388 người. 